# Padrón (Fonsagrada)
Padrón (llamada oficialmente San Xoán do Padrón) es una parroquia y una aldea española del municipio de Fonsagrada, en la provincia de Lugo, Galicia.

## Otras denominaciones
La parroquia también es conocida por el nombre de San Xoán de Padrón.

## Organización territorial
La parroquia está formada por cinco entidades de población, constando cuatro de ellas en el nomenclátor del Instituto Nacional de Estadística español:
- Carracedo
- Invernal
- Montouto
- Padrón (O Padrón)
- Vilardongo

## Demografía

### Parroquia
| Gráfica de evolución demográfica de Padrón (parroquia) entre 2000 y 2022 |
|                                                                          |
| Datos según el nomenclátor publicado por el INE.                         |

### Aldea
| Gráfica de evolución demográfica de Padrón (aldea) entre 2000 y 2022 |
|                                                                      |
| Datos según el nomenclátor publicado por el INE.                     |